# Grant Hackett
Grant George Hackett (* 9. května 1980 Southport, Queensland) je bývalý australský plavec. Specializoval se na dlouhé tratě volným způsobem, na nichž na přelomu 20. a 21. století dominoval.

## Sportovní kariéra
Na mezinárodním poli se poprvé prosadil na Panpacifickém mistrovství v roce 1997, kde zvítězil na tratích 1 500, 800 i 400 metrů volný způsob, přičemž na nejkratší trati porazil debutujícího Australana Iana Thorpa, což bylo jediné Hackettovo vítězství nad svým hvězdným krajanem na této trati.
Hackett však kraloval zejména nejdelší trati bazénového plavání – na 1 500 m volný způsob. Na mistrovství světa nebyl v této disciplíně poražen v letech 1998 až 2005 a získal čtyřikrát titul mistra světa. Mistrem světa se stal celkem desetkrát (krom 1 500 m trati ještě dvakrát na 800 m, jednou na 400 m a třikrát se štafetou 4×200 m).
Do povědomí široké sportovní veřejnosti se zapsal zejména dvěma vítězstvími na po sobě jdoucích olympijských hrách v závodě na 1 500 metrů – v letech 2000 a 2004.
Spolu s Ianem Thorpem, Michaelem Klimem, Danielem Kowalskim a následně dalšími plavci vytvořili velmi silnou štafetu na 4×200 metrů, která od světového šampionátu 1998 neprohrála šest let v řadě na vrcholné akci se štafetou USA.
S vrcholovým plaváním skončil v roce 2008. Za svou kariéru vytvořil řadu světových rekordů, jeho rekord na 1 500 metrů z roku 2001 jako jediný „přežil“ smršť světových rekordů vytvořených v době používání celotělových plavek a byl překonán až po deseti letech na mistrovství světa 2011 Číňanem Sun Yang. Stále platné jsou jeho rekordy v krátkém bazénu.
Grant Hackett je v Austrálii populární osobností, zejména díky své extrovertní povaze. Po skončení aktivní kariéry začal pracovat jako bankéř.

## Mimořádné úspěchy a ocenění
- několikanásobný světový rekordman na tratích 1 500 a 800 m volný způsob v krátkém i dlouhém bazénu i 400 m v krátkém bazénu

## Osobní rekordy
- 1 500 m: dlouhý bazén: 14:34.56 (2001, Fukuoka), krátký bazén: 14:10,10 (2001, Perth)
- 800 m: dlouhý bazén: 7:38.65 (2005, Montreal), krátký bazén: 7:23,42 (2008, Melbourne)